# (6342) 1993 VG
A (6342) 1993 VG a Naprendszer kisbolygóövében található aszteroida. Ueda & Kaneda fedezte fel 1993. november 7-én.